# Systolederus femoralis
Systolederus femoralis är en insektsart som först beskrevs av Walker, F. 1871.  Systolederus femoralis ingår i släktet Systolederus och familjen torngräshoppor. Inga underarter finns listade i Catalogue of Life.